# Пик (река)
Пик (фр. Pique) — река на юге Франции, в департаменте Верхняя Гаронна, левый приток Гаронны. Длина — 33 км. Площадь водосборного бассейна, по разным данным, составляет 325 или 360 км².
Высота устья — 475 м над уровнем моря.

## Этимология
В средние века носила название Neste. Первое письменное упоминание этого имени датируется 1266 годом.
Современное название реки прослеживается в письменных источниках с XVII и окончательно утверждается как единственное в XIX веке.

## Течение
Берет свое начало в Пиренеях с северной стороны горного перевала Port de Venasque на высоте 2300 м. Течёт на север по территории департамента Верхняя Гаронна.

## Населённые пункты
Пик течёт по территориям кантонов Баньер-де-Люшон и Сен-Беа.
На берегах реки расположены коммуны: Сен-Маме, Баньер-де-Люшон, Монтобан-де-Люшон, Жюзе-де-Люшон, Мустажон, Антиньяк, Саль-э-Пратвьель, Сье-де-Люшон, Казо-Лерис, Леж, Гюран, Башос, Бюргалес, Синьяк, Сьер-Го, Мариньяк, Шом.